# Артур Велсли, војвода од Велингтона
Артур Велсли, први војвода од Велингтона, фелдмаршал (енгл. Arthur Wellesley, 1st Duke of Wellington; око 1. мај 1769 − 14. септембар 1852) је био британски војсковођа и државник, рођен у Ирској. Сматра се за једну од водећих војних и политичких личности 19. века. Истакао се током Наполеонових ратова. Победио је Наполеона у бици код Ватерлоа. Два пута је био председник британске владе (22. јануар 1828 — 16. новембар 1830) и (17. новембар 1834 — 9. децембар 1834). Био је једна од водећих личности Дома лордова, све до пензионисања 1846. године.

## Детињство и младост
Рођен је у Ирској, као пети син Гарета Велслија, грофа од Морнингтона. Тачан датум рођења није познат, али он је славио 1. маја. Велсли се школовао на Итону од 1781. до 1785. године. Међутим, пошто није био успешан, а и због недостатка новца наставио је школовање у Бриселу. До раних двадесетих Велсли се није посебно истицао. Мајка га је дала у армију говорећи „Што да радим са мојим Артуром“. Доколичарио је и коцкао се. Заљубио се у Кити Пакенхам, ћерку англо-ирскога племића. Када јој је предложио брак, њена фамилија га је одбила јер је изгледао бесперспективно. Изгледа да је због тога напустио лоше навике, смањио је пиће, престао да се коцка, па је чак спалио и омиљену виолину. Започео је са самообразовањем у војној науци. Био је добровољац у Холандији и Индији и постигао велики успех уздигнувши се за једну декаду до чина генерала. У Индији до тад никад није изгубио битку, а добијао је и награде од захвалних раџа. Када се вратио у Ирску након десет година поново је затражио руку Кити Пакенхам. Њена фамилија је овог пута прихватила женидбу.

## Рана каријера
Након војне обуке у Енглеској похађао је војну академију у Анжеру у Француској. Прва војна служба му је била да буде помоћник у штабу два управника Ирске (1787—1793). Унапређен је 1788. у чин поручника. Изабран је 1790. као члан ирског парламента и на томе месту је био седам година. Одатле је брзо напредовао, највише захваљујући куповини чинова, што је било уобичајено за британску армију тога времена. Постао је 1793. потпуковник. Учествовао је од 1794. до 1795. у неуспешним походима у Холандији против Француза. Учествовао је у бици код Бокстела. Унапређен је 1796. у пуковника па је са својом дивизијом отишао у Индију. Његов старији брат Ричард Велсли је постао гувернер Индије. Када је избио Четврти англо-мисорски рат 1798. против Типу Султана, Артур је командовао властитом дивизијом. Артур је био постављен за гувернера Серингпатама и Мајсора. На том положају је био до 1805. Победио је вођу пљачкаша Дундија вага. У Маратском рату Артур је 1803. командовао бројчано слабијим енглеским снагама, али успео је да заузме тврђаву Гавилгур. Вештином доброга заповедника и храброшћу британских и сепоја војника побеђивао је Индијце у свакој бици. Због успешнога похода постављен је за врховнога војног и политичког команданта на Декану.
Велсли је суделовао у Рату треће коалиције у северној Немачкој 1805. Након битке код Аустерлица британска војска се вратила кући, а да није учинила ништа. Поново је био изабран за члана парламента. Био је две године главни секретар за Ирску.
Његова политичка каријера је нагло заустављена када је кренуо у рат против Француза у Португалији.

## Војни походи
Од 1789. и Француске револуције Француска је била у непрекидним револуционарним превирањима. Наполеон је 1799. државним ударом дошао на власт у Француској. Артур Велсли је 1807. учествовао у походу у Данској и поново је унапређен. Током 1808. припремао се за поход у Венецуелу, али на Иберијском полуострву је избила побуна Шпанаца и започео је Рат за шпанску независност. Артур Велсли је победио Французе у бици код Ролика и бици код Вимеира 1808. године. Французи су након тих пораза били одсечени од Француске. Доласком генерала Хју Даримпла Роса Артур Велсли је био заобиђен у ланцу командовања. Артур је намеравао да потпуно одсече Французе и спречи им повлачење, али Даримпл је преговарао са Французима и омогућио им повлачење морским путем из Лисабона са свим пленом, који су претходну накупили у Шпанији.
После тога Наполеон је сам предводио ветеране у поход на Шпанију. Нови командант британских снага на Иберијском полуострву Џон Мур је погинуо за време битке код Коруње. Иако су Французи побеђивали, Британци и Португалци су успели да створе нови фронт против Наполеона. Валхеренски поход је завршио катастрофално по Енглезе. Артур Велсли је постављен на чело британских снага у Португалу, а број британских војника је повећан са 10.000 на 26.000. Након што је стигло појачање Велсли је априла 1809. кренуо у офанзиву. Најпре је прешао реку Дуро и бриљантно је победио француске снаге у Портоу. Затим се придружио шпанској армији, па су намеравали да нападну Французе. Наполеонов брат Жозеф Бонапарта је дошао у помоћ, па су Французи напали, али изгубили су у бици код Талавере де ла Рене. Због те победе Артур Велсли је добио племићки наслов виконт Велингтон од Талавере и Велингтона. Шпанци су Велингтону обећавали снабдевање, али нису га снабдели, а нису га ни обавестили о покрету француске војске под заповедништвом Султа. Због тога се британска војска нашла угрожена и морала је да се повлачи у Португал. Никада више Велингтон није веровао Шпанцима.
Француска војска под командом Андреа Масене је 1810. извршила инвазију Португалије. Велингтон их је зауставио код Бусака. После тога је великим инжињерским потхватом направио утврђену линију Торе Ведрас. Уз помоћ те утврђене линије и британске морнарице спречио је Французе да заузму Лисабонско полуострво. Изгладнела француска војска се повукла након шест месеци. Велингтон их је следио и након неколико окршаја их је истерао из Португала, сем гарнизона Алмеида.
Андре Масена се вратио 1811, да би ослободио Алмеиду опсаде. Међутим Велингтон га је победио у готово изједначеној бици код Фуентес де Оноро. Алмеида је пала, али Французи су задржали кључне тврђаве Сиудад Родриго и Бадахос, које су контролисале путеве према Португалу. Велингтон је 1812. коначно заузео Сиудад Родриго. Кренуо је на тврђаву, када су Французи кренули на зимски одмор и заузео је Сиудад Родриго пре него што су Французи могли реаговати. Одмах се кренуо јужно према Бадахосу и заузео је и ту тврђаву у једној крвавој ноћи. Једино тада је Велингтон изгубио присебност и плакао је када је видео бројне мртве Британце.
Његова армија је била ојачана португалском војском. Наставио је са походом у Шпанији. Избацио је Французе из Саламанке. То је било први пут да је од 1799. уништена цела француска армија од 50.000 војника. Ослободио је и Мадрид. Те године је проглашен грофом и маркизом од Велингтона и добио је команду над свим савезничким снагама у Шпанији. Покушао је да заузме Бургос, али није успео због недостатка опсадних справа. Французи су напустили Андалузију, али сакупили су све снаге тако да су се Британци нашли у опасности. Велингтон се вешто повукао у Португал. Ипак поразом код Саламанке Французи су били присиљени да се повуку из јужне Шпаније. Французи су поново држали Мадрид, али тај привремени губитак Мадрида је нанео непроцењиву штету репутацији профранцуске марионетске владе.
Велингтон је 1813. кренуо у нову офанзиву којом је секао француске линије снабдевања и комуникација. Напао је преко брда северно од Бургоса довлачећи снабдевање из Сантандера на шпанској северној обали. Велингтон је извео велику обману француске војске. Он сам је предводио мањи део војске, који је симулирао напад на француски центар. За то време главнина војске под командом Томаса Грејама је обишла француско десно крило, па је угрозила Французе, да су морали напустити Мадрид и Бургос. Велингтон је наставио да заобилази Французе на крилима и довео их је до битке код Виторије, у којој је тешко поразио француску војску. Велингтон је због заслуга у тој бици проглашен фелдмаршалом. У редовима британске војске дошло је до тешке недисциплине након битке код Виторије. Уместо да прогањају пораженога непријатеља они су кренули у пљачку француских остављених вагона пуних ствари. Велингтон је после тога заузео Памплону и Сан Себастијан. Напао је Француску и победио је маршала Сула у бици код Тулуза. То се десило само неколико дана када се Наполеон већ предао. Наполеон је тада 1814. протеран на Елбу.
Артур Велсли је био дочекан као херој и проглашен је Војводом од Велингтона. Постао је амбасадор у Француској, а на Бечком конгресу је заменио лорда Кастлроа као представник Британије.
Наполеон је 26. фебруара 1815. побегао са Елбе и вратио се у Француску. Велингтон је напустио Беч, да би командовао савезничким снагама за време битке код Ватерлоа. Стигао је у Белгију да преузме заповедништво британске војске и савезничких белгијских и холандских снага, заједно са пруским снагама под командом Гебхарда фон Блихера. Французи су победили Прусе код Лињија и након тога се борили у неодлучној бици код Катр Бра. Због тога су се Британци морали повући на избочини на бриселском друму, јужно од малога градића Ватерлоа. Два дана после тога дошло је 18. јуна 1815. до велике Битке код Ватерлоа. После целодневне битке, Французи су били поражени због изненаднога доласка и бочнога напада пруске војске под командом фон Блихера. Наполеон је 22. јуна 1815. поново абдицирао.

## Велингтон као војник
Већина Велингтонових битака су биле тактички дефанзивне. Он би обично држао одбрамбену позицију, а победио би непријатеља пешадијским плотунима, који би били одложени до краткога растојања на коме су имали највећи могући ефект. Када је било могуће распоређивао би војску по далеким обронцима брда да би их могао прераспоредити ван очију непријатеља. Знао је спроводити и стратешка повлачења. Све његове опсаде су биле успешне, сем опсаде Бургоса. Већином је то раније чинио у Индији, против много лошијега непријатеља од француске војске. Није обожавао команданте коњице. У једноме писму је оптуживао коњицу да није била способна за маневар и да је увек цела коњица нападала, уместо да један део напада, а други се држи у резерви. Није се никада срео у бици са Наполеоном све до битке код Ватерлоа, а Ватерло не показује најбоље његову тактику. Наполеон није имао довољно времена и простора за велике маневре, а Велингтонова на брзину скупљена војска није то могла да изведе.

## Каснији живот
Постао је председник британске владе 1828. Припадао је торијевцима. Као премијер војвода Велингтон је био пример ултра-конзервативца, који се бојао да ће се анархија Француске револуције раширити на Енглеску. Током његове власти католици у Уједињеном Краљевству су добили пуна грађанска права. Он је живео у Ирској, па је боље од осталих познавао католичко становништво Уједињеног Краљевства. Тада је добио и епитет „гвоздени војвода“, јер тада је постао непопуларан. Велингтонова влада је пала 1830. Током лета и јесени 1830. вал протеста се раширио земљом. Виговци су углавном владали од 1770-их, са изузетком неколико година. Сматрали су да је потребна реформа као одговор на протесте. Војвода Велингтон је сматрао да нема потребе за реформом, па је његовој влади изгласано неповерење у парламенту 15. новембра 1830. Виговци су после тога увели први реформски закон, али Велингтон и торијевци су спречавали његово доношење. Закон је прошао Доњи дом парламента, али није прошао у Дому лордова. Уследили су избори, на којима су виговци добили још убедљивију већину. Опет су Велингтон и торијевци спречили други реформски закон, а земљом су поново завладали немири. Велингтон је постао јако непопуларан, а Акт о великим реформама је коначно донесен након претње дому лордова. Вођа торијеваца је постао Роберт Пил. Када су се торијевци 1834. вратили на власт Велингтон је одбио да буде премијер, али пошто је тада Пил био на путу у Италији Велингтон је 3 недеље био привремени премијер. У првоме Пилову кабинету био је министар спољних послова (1834—1835). У Пиловом другом кабинету (1841—1846) је био министар без портфеља и председник дома лордова. Из политичкога живота се повукао 1846, али остао је главнокомандујући оружаних снага. Поново се вратио накратко 1848. да би помогао организацију војних снага, које би заштитиле Лондон за време европских револуција.

## Почаст
У Алдершоту се налази статуа војводе од Велингтона на његовом коњу Копенхагену. Главни град Новог Зеланда се назива Велингтон њему у част.